# Ellen Organ
Ellen Organ (24 de agosto de 1903 - 2 de fevereiro de 1908), conhecida como Little Nellie of Holy God, era uma criança irlandesa, venerada por alguns na Igreja Católica Romana por sua consciência espiritual precoce e alegada vida mística. Particularmente dedicado à Eucaristia, a história de sua vida inspirou o Papa Pio X a admitir crianças pequenas na Sagrada Comunhão. Em 1910, o Papa Pio X emitiu o decreto Quam singulari, que reduziu a idade da Sagrada Comunhão para crianças de 12 anos para cerca de 7.

## Vida
Ela nasceu em Waterford City, Irlanda, filha de William Organ e Mary Ahern: ela era a mais nova de quatro filhos. Embora fosse batizada de Ellen, ela sempre se chamava Nellie. Seu pai fora trabalhador, mas ganhava muito pouco; ele se juntou ao exército em 1897. Em 1905, ele foi transferido para a Ilha Spike, uma ilha forte situada no porto de Cork. Aqui, enquanto a família esperava tempos melhores, a mãe de Ellen, Mary, adoeceu e, por mais de um ano, ela lutou para criar sua família enquanto sua saúde piorava. Em janeiro de 1907 ela morreu de tuberculose. Com quatro filhos, todos com menos de nove anos, William achava impossível criá-los e manter seu emprego. Um vizinho prestativo ajudava de vez em quando, mas ele estava começando a sentir esforço.
Enquanto isso, Ellen Organ, já uma criança delicada, apresentava sinais de deficiência: parece uma queda grave, pois um bebê havia deixado sua marca. Sua coluna estava curvada, seus quadris e costas desarticulados, causavam-lhe dores constantes e, à medida que crescia, tornava-se incapaz de se sentar ereta.
William finalmente percebeu que não poderia cuidar das crianças sozinho e, em maio de 1907, ele colocou cada um de seus quatro filhos sob cuidados. Ellen Organ e sua irmã Mary foram enviadas primeiro a um hospital administrado pelas Irmãs da Misericórdia - as duas meninas estavam sofrendo de tosse convulsa. Mais tarde, eles foram para a Escola Industrial de Saint Finbarr em Sunday's Well em Cork City, administrada pelas Irmãs do Bom Pastor.

## Vida no orfanato

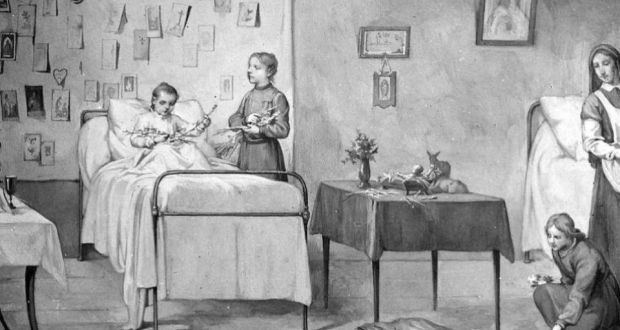
Ellen Organ mora no Convento das Boas Irmãs Pastoras.

Ellen Organ viveu oito meses sob os cuidados das Irmãs do Bom Pastor. Ela passou a maior parte do tempo na enfermaria.

## Suas experiências religiosas
Adorava visitar a capela a que chamava Casa do Santo Deus e ficou fascinada com as estátuas e imagens expostas e, em particular, com a Via-Sacra. Ao contar a história do sofrimento e da morte de Jesus, ela começou a chorar. Afirma-se que ela desenvolveu uma consciência misteriosa do Santíssimo Sacramento. Uma história relata como ela sabia que um membro da equipe não tinha ido à missa naquele dia, embora a jovem dissesse que sim. Você não recebeu o Santo Deus hoje, disse a criança. Este episódio e outros semelhantes levaram alguns católicos a acreditar que ela possuía o que é conhecido como o dom místico do " discernimento ".
Enquanto isso, ela começou a alegar ter visões. Ela contou como viu Cristo - geralmente como uma criança pequena como ela - e a Virgem Maria. Em várias ocasiões, ela afirmou ter visto o Menino de Praga dançando para ela. A sua fé, já precoce, foi crescendo e aqueles que a conheceram testemunhavam a sua santidade. Ela impressionou tanto as irmãs que começaram a pensar na possibilidade de recomendar a criança para o sacramento da confirmação. Entrando em contato com o bispo local, ele concordou, e ela foi confirmada em 8 de outubro de 1907.

## Primeira comunhão
A criança logo começou a pedir para receber a Sagrada Comunhão. No começo as irmãs hesitaram - ela era muito jovem para aquele sacramento. Querendo saber se ela entendia o que era a Eucaristia, eles a observaram orando na capela e viram que ela estava cativada pelo tabernáculo, que ela costumava chamar de cela. Ellen tinha nascido no quartel, onde a prisão foi chamado de lock-up. Ao ver a Eucaristia no tabernáculo, ela considerou Jesus como o prisioneiro na prisão. Durante a missa, quando seus cuidadores voltavam da comunhão, a criança pedia a eles que a beijassem para que ela pudesse de alguma forma compartilhar a comunhão.
De acordo com as regras da Igreja Católica Romana, nenhuma criança poderia receber a Comunhão antes de certa idade. Uma criança de quatro anos era considerada pelo menos seis anos mais jovem. As irmãs falaram com um padre jesuíta que ministrava à comunidade e, enquanto ele estava hesitante, decidiu vir falar com a criança. Depois de passar algum tempo com ela, ele chegou à conclusão de que ela havia atingido a idade da razão, embora em uma idade extraordinariamente jovem. Ele trouxe o assunto à atenção do bispo que, depois de pensar um pouco sobre isso, consentiu, e Ellen Organ fez sua primeira comunhão em 6 de dezembro de 1907.

## Últimos meses
Entre dezembro de 1907 e fevereiro de 1908, a saúde de Ellen Organ piorou. Ela sentia dores constantes. Dada a época, pouco havia a ser feito. As irmãs tentaram deixá-la o mais confortável possível. Vários visitantes, incluindo o bispo de Cork, notaram sua fortaleza e sua intensa vida de oração. Ela estava constantemente feliz. Nesse estágio, a tuberculose havia se instalado e ela estava sofrendo de cáries, tornando-se difícil e dolorido para comer. A doença na boca causou um odor horrível que seus cuidadores trataram com desinfetante. Ela não se queixou da dor que isso lhe causou, ao invés, ela, segurando o crucifixo em suas pequenas mãos, contemplou a dor que Cristo suportou durante a crucificação, afirmando, Poor Holy God. Poor Holy God. As irmãs e enfermeiras notaram que, depois que ela começou a receber a Sagrada Comunhão, o cheiro desapareceu completamente. Tudo o que ela queria neste estágio era receber a comunhão. Ela também sabia que iria morrer em breve, e isso não a incomodava: isso a deixava feliz - na verdade ela estava ansiosa por isso.

## Morte
Após cerca de quatro anos de vida, Ellen Organ morreu em 2 de fevereiro de 1908. Testemunhas disseram que ela pareceu ver algo aos pés de sua cama que a fez sorrir e seus olhos se encheram de lágrimas. Ela seguiu esse algo com os olhos, olhando para cima, quando morreu.
Ela foi enterrada no cemitério de São José, na cidade de Cork. Quando, um ano depois, em 1909, seu corpo foi exumado, parecia inalterado desde o dia de seu enterro, com seus membros flexíveis e seu vestido e véu de comunhão como novos. O seu túmulo no cemitério público atraiu visitantes de toda a Irlanda, pelo que foi concedida autorização para que os seus restos mortais fossem transferidos para o cemitério das Irmãs do Bom Pastor.

## Influência
A história de vida de Ellen Organ fez com que ela se tornasse conhecida como a Pequena Nellie do Santo Deus e sua fama se espalhou por toda a Irlanda e além, chegando até o Papa Pio X em Roma. A vida dela seria providencial para ele. Ele estava pensando em diminuir a idade para o recebimento da Eucaristia. Quando ouviu falar de Nellie, interpretou isso como um sinal e emitiu seu decreto Quam singulari, admitindo as crianças à comunhão aos sete anos de idade. 
Numerosos livros foram escritos sobre ela, incluindo um grande estudo em francês pelo Frade Bernard des Ronces: Nellie, la petite Violette du Saint Sacrement, morte en odeur de saint-eté à l'âge de 4 ans et 5 mois, a livro que, segundo Reginald Garrigou-Lagrange, "despertou admiração e alegria no Papa Pio X".

Apesar da devoção a ela ao longo dos anos, a Igreja Católica ainda não abriu uma causa para sua canonização. O Papa Pio X, depois de ler o livro de Bernard des Ronces, estava pensando em abrir uma Causa, mas sua morte em 1914 impediu qualquer desenvolvimento posterior. Sua tenra idade foi considerada um fator importante para não proclamá-la uma santa.